# 赤岸K
赤岸K（あかぎしK）は、日本のイラストレーター・漫画家である。

## 経歴
周囲に絵を描く人が多かったことなども影響して、幼少期から絵を描くことが好きだったという。しっかりとした絵を描くことを心がけるようになってからは全てCGで描き始め、雑誌やイラスト投稿サイトのコンテストに応募し始めた。ライトノベル『ミミズクと夜の王』を課題文庫として、第20回電撃イラスト大賞で銀賞を受賞した。
絵を描くにあたって、線の勢いと画面のバランスなどを特に注意して描いていると話している。
ラノベニュースオンラインが実施した『錆喰いビスコ』にまつわる瘤久保慎司へのインタビューで、瘤久保慎司は赤岸Kが描いたミロのイラストを気に入っていると話し、同時に赤岸Kのジャケットイラストが同作の「少年漫画らしさ」に関して大きな影響を及ぼしていると話している。

## 作品一覧

### 連載
- 『バテリバイス 人間電池と砂の巨像』シリーズ（著: 千賀史貴、雑誌「月刊アクション」〈双葉社〉、2015年9月号[5] - 2016年8月号[6]）
- 『とんでもスキルで異世界放浪メシ』シリーズ（原作: 江口連、キャラクター原案: 雅、Web漫画誌「コミックガルド」〈オーバーラップ〉、2017年3月[7] - ）
- 『悪魔語りのテオ』（著: 紅玉いづき、 電撃文庫MAGAZINE〈KADOKAWA〉）[1]

### 漫画
- 『バテリバイス 人間電池と砂の巨像』シリーズ（著: 千賀史貴、双葉社）[8]
- 『とんでもスキルで異世界放浪メシ』シリーズ（原作: 江口連、キャラクター原案: 雅、ガルドコミックス〈オーバーラップ〉）[9]

### イラスト・装丁
- 『錆喰いビスコ』シリーズ（著: 瘤久保慎司、電撃文庫〈KADOKAWA〉）[10]
- 『悪魔の孤独と水銀糖の少女』シリーズ（著: 紅玉いづき、電撃文庫〈KADOKAWA〉）[11]
- 『鋼鉄の犬』（著: 富永浩史、マイクロマガジン社文庫〈マイクロマガジン社〉）[12]
- 『デッドラインヒーローズ: シナリオブック 学園エピキュリアン』（著: 長田崇/ロンメルゲームズ）[13]
- 『ブラックジャケットRPG』（著: 長田崇/ロンメルゲームズ）[14]

### ゲーム
- Fate/Grand Order（2018年 - 2023年、アニプレックス、概念礼装イラスト、「伊東甲子太郎」キャラクターデザイン[15]）

### その他
- テレビ番組『歴史探偵』（一部イラスト、NHK）[16]